# 施水環

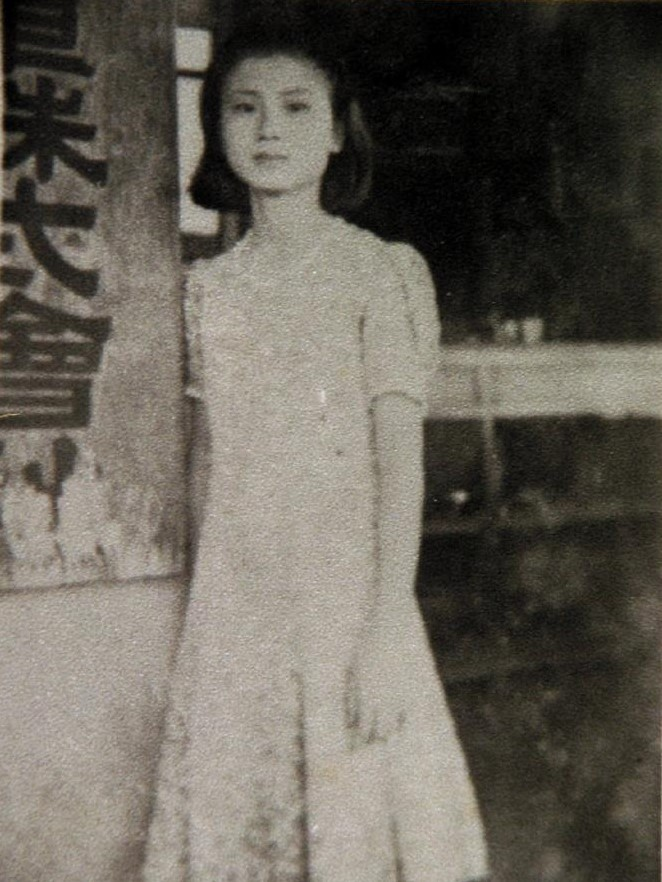
攝於約1940年代晚期。

施水環（1926年9月15日—1956年7月24日），是出身臺南的臺灣白色恐怖政治受難者。她因遭牽連於「台南市委會郵電支部案」，而被臺灣警備總司令部逮捕入獄，並被該當局指控為中國共產黨在臺間諜，最終遭中華民國政府處以槍決。

## 白色恐怖事件

### 事件背景
1950年2月，中國共產黨台北市工作委員會遭臺灣省保安司令部破獲，中國共產黨台灣省工作委員會負責人蔡孝乾隨即「宣告自新」，並向保安司令部提供其有關中國共產黨在臺事務之詳細相關資訊，導致該黨多位其他在臺人員等遭國民黨當局搜捕。此前，中共中央华东局曾派遣幹部計梅真、錢靜芝等，前往臺灣接受蔡孝乾領導。

### 台南市委會郵電支部案
1952年1月，她就讀於國立臺灣大學的親弟施至成，被牽連於「臺大工學院支部案」而遭當局搜捕；其後，她將親弟藏匿於自己宿舍的天花板上長達二年。:470-471
1954年，「台南市委會郵電支部案」爆發，她因故遭牽連而被保安司令部於1954年7月19日逮捕，並於隨後接受當局調查時，被施以暴力對待；當時，她的右眼受創而腫脹，且經常遭遇胃痛及失眠等身心狀態惡化情況。不久，保安司令部前往她的住處搜捕施至成；但其已先被她在郵局的工作夥伴方玉琴僱車載離當地（此後，方玉琴被當局逮捕，並被處以13年有期徒刑）。施至成倉皇躲到表哥陳清鈺家兩日夜，為此陳也被判了12年徒刑。施最後跑去找其臺大同學林粵生借了一宿，林知道施沒錢，借了五十元給他，後來林粵生也被判15年徒刑。其他兩位同學張滄漢和葉子燦則被指控「在施至成藏匿施水環宿舍期間，均曾前往探視，而不告密檢舉」而同被判七年徒刑。
10月1日起，施水環被監禁於臺灣省保安司令部軍法處所在地（當時地址為臺北市青島東路3號，原址今為臺北喜來登酒店）；在該處，她與丁窈窕等被分配至設置於其中的「縫衣廠」勞動，並於每月獲發約新台幣12元之薪水。施家寡母信仰上帝，給予獄中女兒精神支柱，12月22日，她在獄中亦皈信基督新教。
1955年7月18日，她寄出第25封家書並於其中表示：「我整天在忙做縫紉工作，每月可領工賃。3月份已領到（新臺幣）12元，4月份還沒領」；由此可知她遭拖欠工資已累計約3次。
當時有些女政治犯連同一些還沒斷奶的、牙牙學語的、活蹦亂跳的孩子也一起帶來，成為全國最年輕的「受刑人」，施的好友丁窈窕懷孕入獄後亦產下一女；1956年7月22日，她於第68封，也是生前最後一封給姊姊的信中寫道：「上次要求一件花洋布是想要做送給一個小孩子的，所以要比較可愛的花樣，下次如有了，再請給我寄二碼來好嗎？」 同月24日， 她與丁窈窕一同被政府槍決。其弟施至成後來下落成謎，恐亦遭不測，是少數白色恐怖受難者中至今音訊全無的失蹤者。

## 後續
林粵生出獄後到台南探訪施水環的母親。施母視外省籍的林粵生如同親生兒子，將施水環和施至成的部分遺物交託保管；林於2002年將其獄中家書、筆記等提供給綠島人權園區文史調查團隊，後由台灣游藝公司複製，間接促成《流麻溝十五號：綠島女生分隊及其他》一書誕生。